# Romain Rolland
(Motivazione del Premio Nobel)
Romain Rolland (Clamecy, 29 gennaio 1866 – Vézelay, 30 dicembre 1944) è stato uno scrittore e drammaturgo francese, premio Nobel per la Letteratura nel 1915.

## Biografia
Dedicò l'opera e la vita alla diffusione di un credo umanitario di pace e di fraternità cercandone conferma, non senza un certo eclettismo idealistico, in Lev Tolstoj, Gandhi, Gorkij, nella filosofia orientale e nella Rivoluzione russa. Ricercò un'arte «per il popolo», specie in campo teatrale; va ricordato, tra l'altro, il suo Théâtre de la Révolution, Les loups (I lupi), Danton, Le quatorze juillet (Il 14 luglio), pubblicati rispettivamente nel 1908, 1900 e 1902.
Compose poi numerose biografie esemplari, tra cui Beethoven (1903; Beethoven) e Michel-Ange (1905; Michelangelo), tradotte, e La vie de Tolstoj (1911; La vita di Tolstoj).
Jean-Christophe (Gian Cristoforo), pubblicato fra il 1903 e il 1912 sui Cahiers de la Quinzaine di Charles Péguy, è la sua opera più nota: si tratta di un romanzo in dieci volumi dove Rolland, sulla scorta di Tolstoj, rompe gli schemi del romanzo oggettivo alla Flaubert per descrivere il lento fluire di una intera esistenza. Alla formula del romanzo-fiume tornò con minore fortuna pubblicando i sette volumi de L'ame enchantée (1922-1933; L'anima incantata).
Dal 1889 al 1891 perfezionò gli studi a Roma, dove fu membro dell’École française de Rome. Allo scoppio della prima guerra mondiale Rolland si rifugiò in Svizzera: Au-dessus de la mêlée (1915; Al di sopra della mischia), raccolta di articoli pubblicati sul Journal de Genève (e in seguito in volume), fece scandalo per la forte intonazione antimilitarista.
Nel 1913 ricevette il Gran premio di letteratura dell'Accademia francese, per l'opera Jean Christophe.
Nel 1915 gli fu conferito il Premio Nobel per la letteratura.
Tra le due guerre Rolland partecipò ad alcune iniziative internazionali dell'intellettualità europea contro il fascismo e la guerra; nel 1923 partecipò alla fondazione della rivista Europe, mentre dall'anno seguente iniziò una corrispondenza epistolare col Mahatma Gandhi, di cui fu buon amico. Vicino al partito comunista, nel 1935, durante un viaggio in Unione Sovietica, conosce Stalin, dal quale prende le distanze dopo il patto Molotov-Ribbentrop. Nello stesso anno fonda un Comitato internazionale di aiuto ai prigionieri e ai deportati antifascisti italiani. Nel 1937 si trasferì a Vézelay, dove visse, soprattutto dopo l'occupazione nazista del 1940, in completa solitudine.
Notevole fu anche la sua attività di musicologo: laureatosi alla Sorbona nel 1895 con una tesi intitolata Les Origines du théâtre lyrique moderne: l'histoire de l'Opéra en Europe avant Lully et Scarlatti ("Le origini del teatro lirico moderno; la storia dell'opera prima di Lully e Scarlatti"),  Prix Kastner-Boursault 1896. Rolland fu anche il primo titolare della cattedra di Storia della musica alla Sorbona (1904-1912).
Per le sue ricerche, i suoi scritti e le sue conferenze, Rolland può essere a tutti gli effetti considerato uno dei primi musicologi francesi. Particolarmente intenso fu il fascino esercitato su di lui da Beethoven, cui Rolland dedicò non solo un'importante biografia, ma anche una serie di studi per un ammontare complessivo di circa 2000 pagine: la musica, e Beethoven in particolare, rivestono un ruolo di grande rilievo nel suo romanzo più noto, Jean-Christophe. Particolare menzione merita anche la sua monografia su Händel del 1910. La sua attenzione si estese peraltro anche alla realtà musicale dei suoi tempi, come ben dimostra il suo saggio Musiciens d'aujourd'hui del 1908: tra i compositori particolarmente apprezzati figurano Camille Saint-Saëns, Vincent d'Indy, Claude Debussy, Lorenzo Perosi, Hugo Wolf e Richard Strauss; dopo il 1908, scoprì la musica di Maurice Ravel e quella di Stravinskij, che suscitò in lui una fortissima impressione.
Strinse amicizia anche con Stefan Zweig, che gli scrisse una biografia quando Rolland era ancora in vita, e con Hermann Hesse, che gli dedicò la prima parte del suo noto romanzo Siddhartha:
(Hermann Hesse)

## Opere
- Amour d'enfants (1888).
- Les Baglioni (1891), inedito durante la vita dell'autore.
- Empédocle (1891), inedito durante la vita dell'autore.
- Orsino (1891), inedito durante la vita dell'autore.
- Le Dernier Procès de Louis Berquin (1892).
- Les Origines du théâtre lyrique moderne (1895).
- Histoire de l'opéra avant Lully et Scarlatti (1895).
- Cur ars picturae apud Italos XVI saeculi deciderit (1895).
- Saint-Louis (1897).
- Aërt (1897).
- Les Loups (1898).
- Le Triomphe de la raison (1899).
- Danton (1899).
- Le Poison idéaliste (1900).
- Les Fêtes de Beethoven à Mayence (1901).
- Le Quatorze Juillet (1902).
- François-Millet (1902).
- Vie de Beethoven (1903).
  - La vita di Beethoven, trad. Ettore De Parentela, Mondolibro, Firenze 1994, isbn= 88-85143-10-5
- Le temps viendra (1903).
- Le Théâtre du peuple (1903).
- La Montespan (1904).
- Jean-Christophe (1904-12).
  - Gian Cristoforo - Sonzogno "1900 libri", Traduzioni di Cesare Alessandri (III) e G.A. Piovano;
  - Jean-Christophe, traduzione di Gianna Carullo, prefazione di Carlo Bo, Editori riuniti, Roma 1966;
- L'Aube (1904). Primo volume della serie Jean-Christophe.
  - Gian-Cristoforo 1. L'alba - Casa Ed. Sonzogno, 1920;
- Le Matin (1904). Secondo volume della serie Jean-Christophe.
  - Gian-Cristoforo II. il mattino - Casa Ed. Sonzogno, 1920;
- L'Adolescent (1904). Terzo volume della serie Jean-Christophe.
  - Gian-Cristoforo III. L'adolescente. - Casa Ed. Sonzogno, 1922;
- La Révolte (1905). Quarto volume della serie Jean-Christophe.
  - Gian Cristoforo. IV. La rivolta - Casa Ed. Sonzogno, 1923;
- Vie de Michel-Ange (1907).
  - Vita di Michelangelo, |trad. Oreste Del Buono, Milano Rizzoli BUR 1949 e SE,  Milano 2014, isbn= 978-88-6723-103-4
- Musiciens d'aujourd'hui (1908).
- Musiciens d'autrefois (1908).
- Antoinette (1908). Primo volume della serie Jean-Christophe à Paris.
  - Gian-Cristoforo a Parigi. Voll. 5-7. La fiera in piazza, Antonietta, In casa - Casa Ed. Sonzogno, 1923;
- La Foire sur la place (1908). Secondo volume della serie Jean-Christophe à Paris.
- Dans la maison (1908). Terzo volume della serie Jean-Christophe à Paris.
- Haendel (1910).
- Les Amies (1910). Primo volume della serie La Fin du voyage.
  - Gian Cristoforo, la fine del viaggio. Vol. 8. Le amiche;
- La Vie de Tolstoï (1911).
  - Vita di Tolstoi, traduzione di Alfredo Polledro, Milano: Rizzoli, 1951.
- Le Buisson ardent (1911). Secondo volume della serie La Fin du voyage.
  - Gian Cristoforo, la fine del viaggio. Vol. 9. Il rovereto ardente - Casa Ed. Sonzogno, 1924;
- La Nouvelle Journée (1912). Terzo volume della serie La Fin du voyage.
  - Gian Cristoforo, la fine del viaggio : Vol. 10, La nuova Giornata - Casa Ed. Sonzogno, 1925;
- L'Humble Vie héroïque (1912).
- Au-dessus de la mêlée (1915).
  - Al di sopra della mischia, trad, Luigi Bonanate, Nino Aragno Editore, Torino 2008, isbn= 978-88-8419-357-5
- Salut à la révolution russe (1917).
- Pour l'internationale de l'Esprit (1918).
- Empédocle ou L'Âge de la haine (1918).
- Colas Breugnon (1919). Musicato da Dmitrij Kabalevskij nel 1937 (revisione: 1967–1968).
- Pour l'internationale de l'Esprit (1919).
- Liluli (1919).
- Déclaration de l'indépendance de l'Esprit (1919).
- Les Précurseurs (1919).
- Clérambault (1920).
- Pierre et Luce (1920).
  - Pierre e Luce, traduzione di Beatrice Stefani, Storie Effimere, San Donà di Piave, 2024.
- Pages choisies (1921).
- La Révolte des machines (1921).
- Annette et Sylvie (1922). Tomo I de L'Âme enchantée.
  - L'anima incantata, |trad. Giuliano Attilio Piovano e Dionisia Caioli Carrara, Sonzogno, Milano sbn= IT\ICCU\BRI\0113829
  - Annetta e Silvia, trad. di G. A. Piovano;
- Les Vaincus (1922).
- L'Été (1924). Tomo II de L'Âme enchantée.
  - L'estate, trad, di G. A. Piovano;
- Gandhi (1924).
- Le Jeu de l'amour et de la mort (1925).
- Pâques fleuries (1926).
- Mère et fils (1924). Tomo III de L'Âme enchantée.
  - Madre e figlio, trad. di Dionisia Caioli Carrara.
- Léonides (1928).
- De l'Héroïque à l'Appassionata (1928).
- Essai sur la mystique de l'action (1929).
- L'Inde vivante (1929).
- Vie de Ramakrishna (1929).
  - La vita di Ramakrishna, ed. Vidyananda, Assisi (PG) 2006 isbn= 88-86020-36-8
- Vie de Vivekananda (1930).
- L'Évangile universel (1930).
- Goethe et Beethoven (1930).
- L'Annonciatrice (1933). Tomo IV de L'Âme enchantée.
- Quinze Ans de combat (1935).
- Compagnons de route (1936).
- Beethoven, Les grandes époques créatrices: Le Chant de la Résurrection (1937).
- Valmy (1938).
- Les Pages immortelles de Rousseau (1938).
- Robespierre (1939).
- La Cathédrale interrompue (1943-45). 3 volumi: 1. La Neuvième Symphonie (1943); 2. Les Derniers Quatuors (1943); 3. Finita Comœdia (1945, postumo).
- Péguy (1945).
- Inde: journal (1915-1943) (1951, postumo).
- Journal des années de guerre, 1914-1919 (1952, postumo).
- Journal de Vézelay 1938-1944 (2012, postumo).
- L'éclair de Spinoza, Pagine d'Arte, 2010, sbn= IT\ICCU\TO0\1028760